# Consell de família
Consell de família (títol original: Conseil de famille) és una pel·lícula francesa dirigida per Costa-Gavras estrenada l'any 1986. Ha estat doblada al català.

## Argument
Una família unida, el pare, la mare, els dos fills i el fidel amic, Faucon, exerceixen una professió lucrativa encara que perillosa: rebentar caixes fortes. Un dia, el jove fill, François exigeix d'acompanyar els homes a la "fàbrica".

## Repartiment
- Johnny Hallyday:[3] El pare (Louis)
- Fa La mare (Marianne)
- Guy Venedor: Maximilien Faucon
- Rémi Martin: François
- Caroline Pochon: Martine
- Fabrice Luchini: L'advocat
- Laurent Romor: François adolescent
- Ann-Gisel Glass: Sophie
- Juliette Rennes: Martine nen
- Julien Bertheau: el propietari de la casa de dards
- Robert Deslandes: El veí a la Bretanya